# 6438 Суарес
6438 Суарес (6438 Suárez) — астероїд головного поясу, відкритий 18 січня 1988 року.
Тіссеранів параметр щодо Юпітера — 3,615.